# Gigliotoscelis simulans
Gigliotoscelis simulans är en bönsyrseart som beskrevs av Giglio-tos 1913. Gigliotoscelis simulans ingår i släktet Gigliotoscelis och familjen Amorphoscelidae. Inga underarter finns listade i Catalogue of Life.